# Puma Yumtso

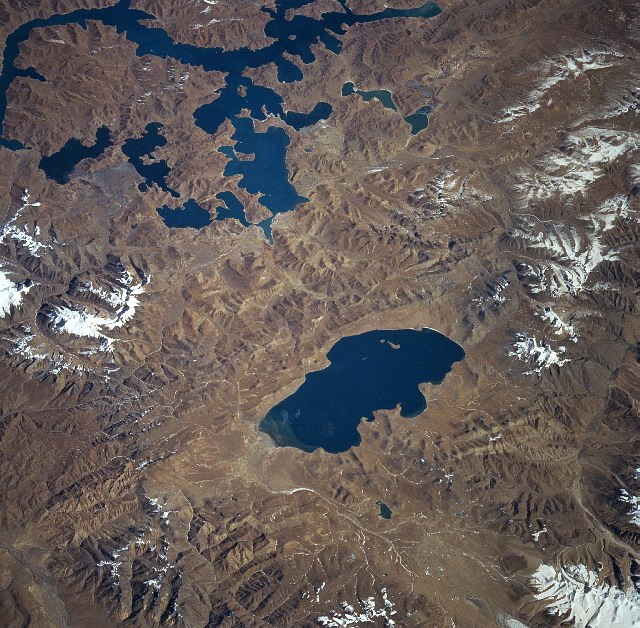
Puma Yumtso (centro) e Lago Yamdrok Yumtso vistos do espaço, novembro de 1997

Puma Yumtso (tibetano: ཕུ་མ་གཡུ་མཚོ, Wylie: phu ma g.yu mtsho; chinês simplificado: 普莫雍错; chinês tradicional: 普莫雍錯; pinyin: Pǔmò Yōngcuò) é um lago localizado a 5.030m acima do nível médio do mar ao sul do Planalto Tibetano, situado no Condado de Nagarzê, Região Autônoma do Tibete. O lago tem 32 km de comprimento, 14 km de largura e cobre uma área de 280 km². Córregos de água dos picos nevados das montanhas ao redor alimentam o lago, e seu excedente de água flui para o Lago Yamdrok por meio de um canal localizado em seu extremo sudeste. Alguns sedimentos podem ser vistos entrando no lago em seu extremo oeste.

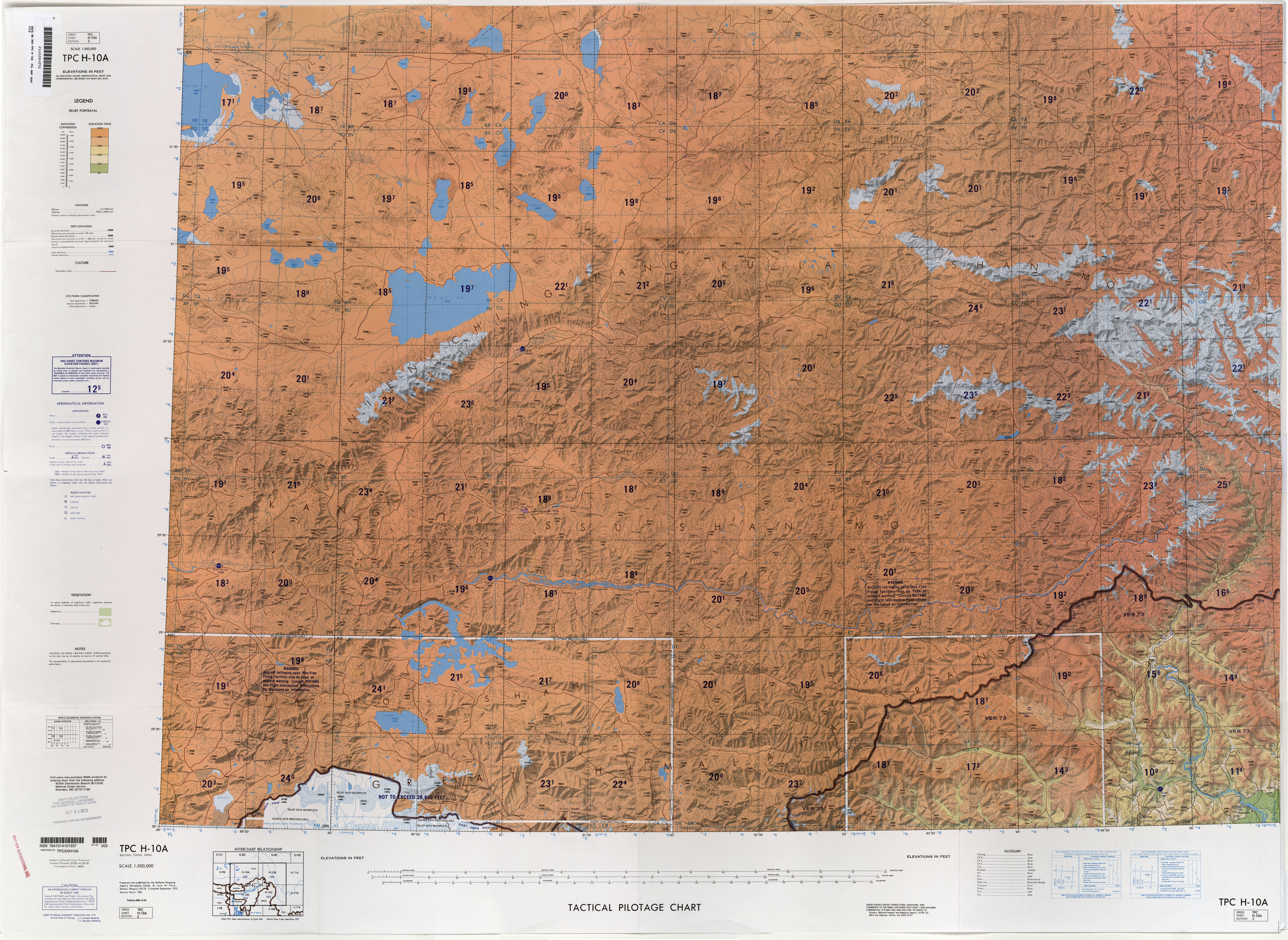
Mapa contando com o Puma Yumtso

Puma Yum, literalmente, significa "A Jóia Azul que Flutua no Céu". O lago congela no inverno e é atravessado por pastores com suas ovelhas. Com o aquecimento climático, o gelo está se tornando mais fino, o que representa um problema para as 120 pessoas que vivem no entorno do lago.
O lago é considerado ultraligotrófico, o que significa que as concentrações de nutrientes tanto na coluna de água quanto nos sedimentos do lago são extremamente baixas. A água desses lagos tende a ser azul a azul-esverdeada e apresenta alta transparência devido aos baixos níveis de organismos fotossintetizantes, como fitoplâncton.
Durante o inverno, o lago desenvolve intrincados padrões de blocos de gelo na superfície, variando de menos de dez a centenas de metros de diâmetro. O padrão do gelo é causado por ciclos repetidos de congelamento, fraturamento e recongelamento do gelo devido a variações na temperatura e ao movimento do gelo induzido pelo vento.

## Clima
A área ao redor de Puma Yumco possui um clima de tundra seca (ET) com invernos longos, muito frios e muito secos, e verões curtos, frescos e um pouco úmidos. Há uma grande variação entre o dia e a noite. As temperaturas no verão frequentemente chegam a 15°C, mas mesmo assim geralmente caem abaixo de zero à noite. Da mesma forma, embora as temperaturas possam subir acima de zero até em janeiro, à noite comumente chegam a -20°C. Graças às temperaturas frias, o lago fica congelado na maior parte do ano. Há quase nenhuma precipitação nos meses de inverno; a maior parte dos apenas 243,84 milímetros de precipitação que caem durante o ano ocorre em julho e agosto, e, nesses casos, geralmente como chuva, sendo a neve rara.

## Links externos
- Media relacionados com Puma Yumtso no Wikimedia Commons

1. ↑  Herdendorf, Charles E. (1982). «Large Lakes of the World». Journal of Great Lakes Research. 8 (3): 379–412. doi:10.1016/S0380-1330(82)71982-3